# 大学コンソーシアム石川

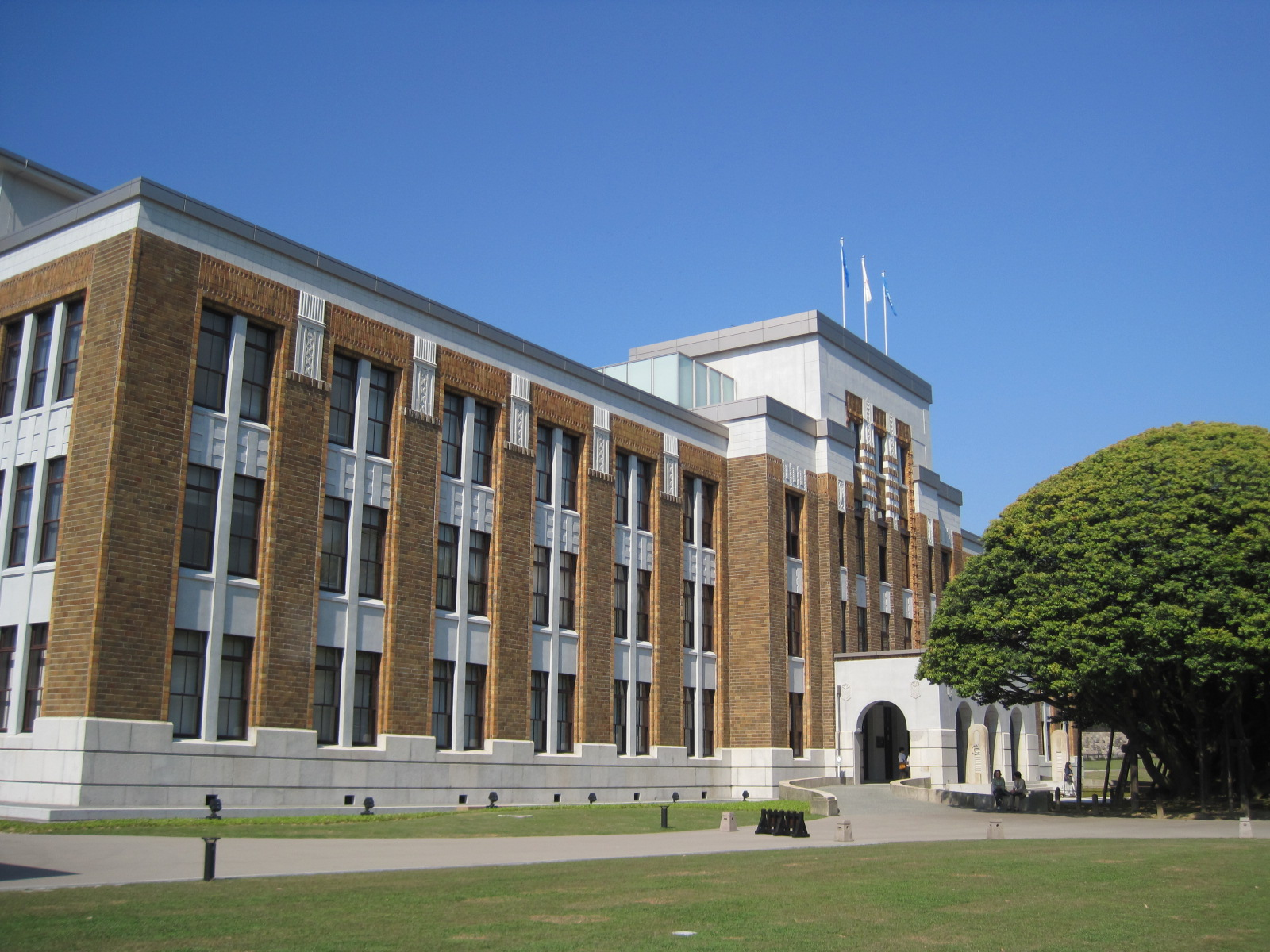
大学コンソーシアム石川が入る石川県政記念しいのき迎賓館

公益社団法人大学コンソーシアム石川（こうえきしゃだんほうじんだいがくコンソーシアムいしかわ）とは、石川県内のすべての高等教育機関（大学、短期大学、高等専門学校）が連携して設立した公益社団法人。事務局は石川県金沢市広坂にある。

## 概要
県の総合的な教育力や発信力を高めていきたいと考えた石川県が、県内の高等教育機関間の教育交流、発展および地域社会の学術・文化・産業の発展を目的として、1999年（平成11年）に設立した「いしかわ大学連携促進協議会」を前身とする。2019年（令和元年）8月時点で、石川県内にある21の高等教育機関（大学14校、短期大学5校、高等専門学校2校）のすべてが参加している。
当初は短期大学間での単位互換事業から始まり、2003年（平成15年）からは県内の全高等教育機関が参加し「いしかわシティカレッジ」を開始。2006年（平成18年）、運営主体を県から高等教育機関に移管し「大学コンソーシアム石川」を設立。2010年4月石川県広坂庁舎より石川県政記念しいのき迎賓館に事務局を移転。同年7月1日、法人格を取得し「一般社団法人 大学コンソーシアム石川」に。2016年（平成28年）4月1日、公益認定を受け「公益社団法人 大学コンソーシアム石川」となる。
単位互換事業の「いしかわシティカレッジ」では、各高等教育機関の教員が講師を務める教養科目を開講し、受講者が単位取得すると所属の高等教育機関の卒業要件単位として認められる。また、授業は一般の希望者にも開放される。

## 沿革
- 1999年（平成11年）7月 - いしかわ大学連携促進協議会（事務局：県庁内、会長：県知事）を設立する。
- 2003年（平成15年）7月 - 石川県内の全ての高等教育機関が参加。各校間に単位互換協定を締結し、石川県広坂庁舎に「いしかわシティカレッジ」および事務局を開設する。
- 2006年（平成18年）4月1日 - 運営主体を県から大学連合体へ移管し、「大学コンソーシアム石川」が発足する。
- 2010年（平成22年）
  - 4月 - 事務局を石川県広坂庁舎から石川県政記念しいのき迎賓館へ移転する。
  - 7月1日 - 法人格を取得し「一般社団法人 大学コンソーシアム石川」となる。
- 2016年（平成28年）4月1日 - 公益認定を受け「公益社団法人 大学コンソーシアム石川」となる。
- 2019年（令和元年）7月 - ロシア連邦の8大学（カザン連邦大学など）とコンソーシアム設立する[2]。

## 主要役員
会長
- 山崎光悦（金沢大学学長）[3]

副会長
- 大澤敏（金沢工業大学学長）
- 前島伸一郎（金城大学学長）
- 神田享勉（金沢医科大学学長）

理事
- 浅野哲夫（北陸先端科学技術大学院大学学長）
- 石垣和子（石川県立看護大学学長）
- 西澤直子（石川県立大学学長）
- 山崎剛（金沢美術工芸大学学長）
- 山本博（公立小松大学学長）
- 篠崎尚夫（金沢星稜大学・金沢星稜大学女子短期大学部学長）
- 小倉勤（北陸大学学長）
- 秋山稔（金沢学院大学学長）
- 楠本史郎（北陸学院大学・北陸学院大学短期大学部学長）
- 平田透（放送大学石川学習センター所長）
- 川村美笑子（金沢学院短期大学学長）
- 加藤博（金城大学短期大学部学長）
- 米谷恒洋（小松短期大学学長）
- 須田義昭（石川工業高等専門学校校長）
- ルイス・バークスデール（国際高等専門学校校長）
- 加藤隆佳（石川県企画振興部長学長）
- 松田滋人（金沢市都市政策局長）
- 安宅建樹（石川県商工会議所連合会会頭）
- 柴田正良（運営委員会委員長）

監事
- 伊藤芳枝（石川県出納室出納担当課長）
- 前田恒一（税理士）

特別顧問
- 谷本正憲（石川県知事）
- 山野之義（金沢市長）

## 加盟団体

### 高等教育機関
| - 金沢大学 - 北陸先端科学技術大学院大学 - 石川県立看護大学 - 石川県立大学 - 金沢美術工芸大学 - 公立小松大学 - 金沢工業大学 - 金沢星稜大学 - 金沢医科大学 - 北陸大学 - 金沢学院大学 - 金城大学 - 北陸学院大学 - かなざわ食マネジメント専門職大学 - 放送大学石川学習センター | - 金沢学院短期大学 - 北陸学院大学短期大学部 - 金城大学短期大学部 - 金沢星稜大学女子短期大学部 - 小松短期大学（令和2年3月末に閉校） - 石川工業高等専門学校 - 国際高等専門学校 |

### 自治体
| - 石川県 - 金沢市 | - 野々市市 - 白山市 - 小松市 - 能美市 - 加賀市 - かほく市 - 七尾市 - 羽咋市 - 輪島市 - 珠洲市 | - 内灘町 - 津幡町 - 川北町 - 志賀町 - 宝達志水町 - 中能登町 - 能登町 - 穴水町 |

### 経済団体
- 石川県商工会議所連合会
- 石川県商工会連合会
- (社)石川県経営者協会
- 石川県中小企業団体中央会
- (社)金沢経済同友会
- (社)石川県鉄工機電協会
- (社)石川県繊維協会
- (社)石川県建設業協会
- (社)石川県食品協会
- (社)石川県情報システム工業会
- 石川県酒造組合連合会
- (社)金沢青年会議所

### その他関係機関
- 国連大学高等研究所いしかわ・かなざわオペレーティングユニット